# Таш-Юрак
Таш-Юрак (рос. Таш-Юрак) — карстова печера в Туркменістані, на гірському хребті Кугітангтау, південному продовженні Байсунтау, гірської системи Паміро-Алай. Печера горизонтального типу простягання. Загальна протяжність — 3500 м. Глибина печери становить 40 м. Категорія складності проходження ходів печери — 2А.